# Paul Wheelhouse

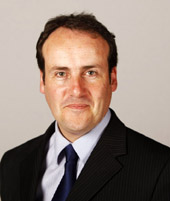
Paul Wheelhouse

Paul Wheelhouse (* 22. Juni 1970 in Belfast) ist ein schottischer Politiker nordirischer Abstammung und Mitglied der Scottish National Party (SNP).

## Leben
Wheelhouse wuchs in Edinburgh auf und besuchte das Stewart’s Melville College. Anschließend studierte er Wirtschaftslehre an der Universität Aberdeen und wechselte dann an die Universität Edinburgh, die er mit einem Masterabschluss verließ. Seit dem Jahr 2000 lebt Wheelhouse in der Region Berwickshire.

## Politischer Werdegang
Im Jahre 2001 wurde Wheelhouse in der Bezirksrat von Berwickshire gewählt und trat 2003 in die SNP ein. Bei den Britischen Unterhauswahlen 2010 bewarb er sich um das Direktmandat des Wahlkreises Berwickshire, Roxburgh and Selkirk, erhielt jedoch nur rund 9,2 % der Stimmen und verpasste damit deutlich den Einzug in das Britische Unterhaus. Bei den Schottischen Parlamentswahlen 2011 kandidierte Wheelhouse im neugeschaffenen Wahlkreis Ettrick, Roxburgh and Berwickshire. Er erhielt den zweithöchsten Stimmenanteil hinter dem Konservativen John Lamont und verpasste damit das Direktmandat. Da Wheelhouse jedoch auch auf der Regionalwahlliste der SNP für die Wahlregion South Scotland gesetzt war, erhielt er infolge des Wahlergebnisses eines der vier Listenmandate der SNP in dieser Wahlregion und zog erstmals in das Schottische Parlament ein.